# Österreichisch-spanische Beziehungen
Die Österreichisch-spanischen Beziehungen sind das zwischenstaatliche Verhältnis zwischen der Republik Österreich und dem Königreich Spanien. Enge historische Verbindungen bestehen zwischen beiden Ländern, da zwischen 1516 und 1700 die österreichischen Habsburger auf dem spanischen Thron saßen. Nachdem die Habsburger im Spanischen Erbfolgekrieg den spanischen Thron an ihre französischen Rivalen, die Bourbonen, verloren hatten, bestanden feindschaftliche Beziehungen zwischen Spanien und dem Erzherzogtum Österreich. Erst das Renversement des alliances in den 1750er Jahren näherte beide Mächte schließlich wieder an. 1879 heiratete der spanische König Alfons XII. die österreichische Erzherzogin Maria Christina, welche zwischen 1885 und 1902 Regentin von Spanien war. Während des Ersten Weltkriegs, der zur Auflösung der Habsburgermonarchie führte, blieb Spanien neutral, ebenso im Zweiten Weltkrieg. Nach der Wiederherstellung der außenpolitischen Souveränität Österreichs 1955 gehörte die Zweite Republik zu den europäischen Ländern mit den engsten Kontakten zur Diktatur von Francisco Franco, was sich erst unter Bruno Kreisky änderte. Nach der Demokratisierung Spaniens in den 1970er Jahren intensivierte sich das Verhältnis und seit dem EU-Beitritt Österreichs 1995 sind beide Staaten Partner innerhalb der Europäischen Union. Die bilateralen Beziehungen gelten im 21. Jahrhundert als spannungsfrei und freundschaftlich.

## Geschichte

### Habsburgerzeit (16.–17. Jahrhundert)

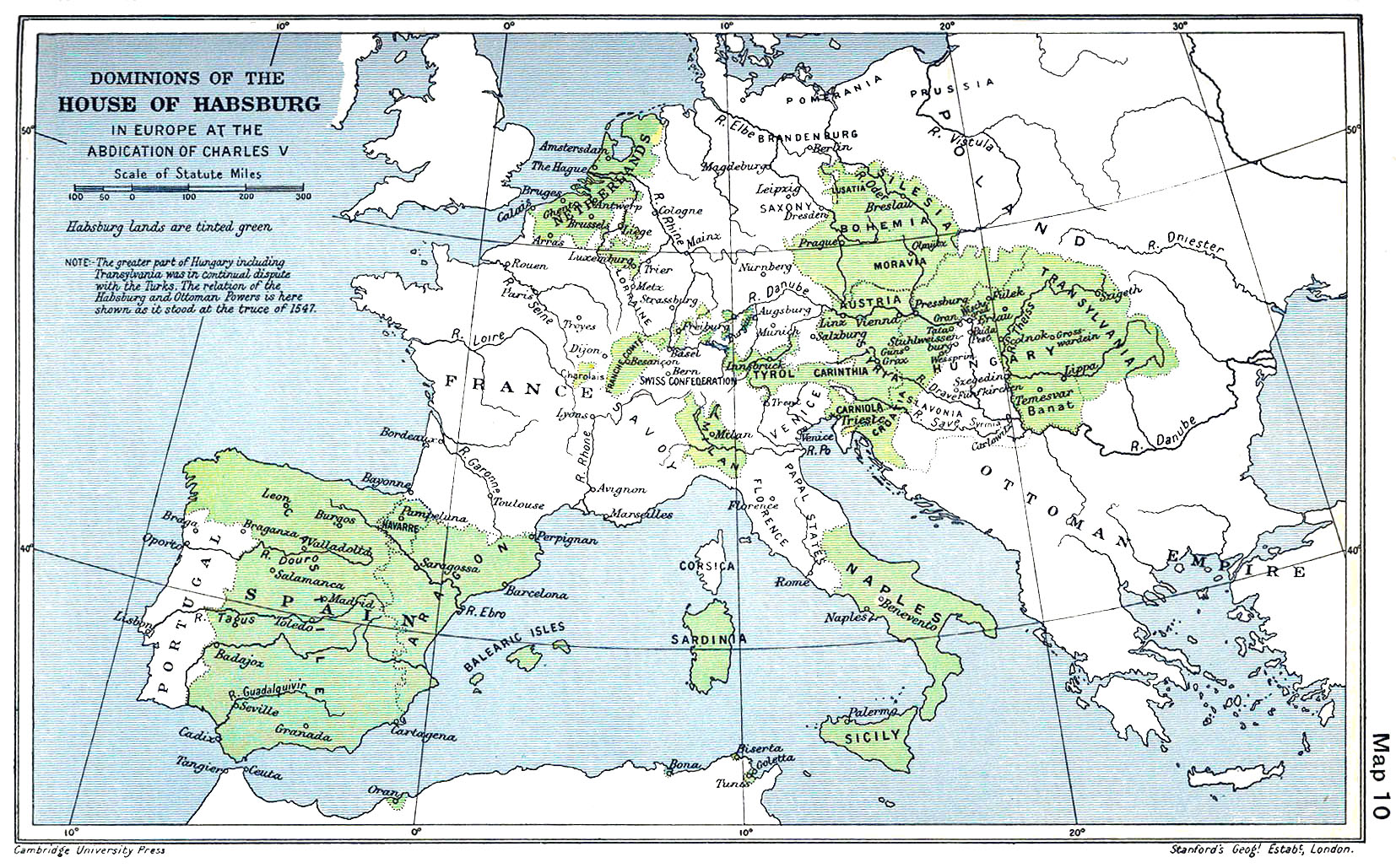
Herrschaftsgebiet der Habsburger 1547

Die historischen Beziehungen zwischen Spanien und Österreich wurden maßgeblich durch die Dynastie der Habsburger geprägt. Nach dynastischen Heiraten Ende des 15. Jahrhunderts bestieg 1516 mit Karl I. (Kaiser Karl V.) ein Habsburger den spanischen Thron, womit die Monarchien in Personalunion verbunden waren. In der sogenannten Casa-de-Austria-Ära regierten Habsburger-Könige bis zum Aussterben der spanischen Linie 1700 in Madrid. Unter Karl V. und Philipp II. erreichte das spanische Weltreich den Höhepunkt seiner Macht, während Österreich als Teil des Heiligen Römischen Reiches ebenfalls eine Großmachtstellung innehatte. Beide Habsburger-Linien arbeiteten eng zusammen und waren vielfach Verbündete in europäischen Konflikten, etwa im Dreißigjährigen Krieg, wenngleich Spanien im späteren 17. Jahrhundert an Einfluss verlor. Das Ende der spanischen Habsburger und die Frage der Thronfolge führten 1701 zum Spanischen Erbfolgekrieg zwischen dem Haus Habsburg und dem französischen Haus Bourbon.  Im Frieden von Rastatt 1714 setzten sich die Bourbonen ihren Anspruch auf dem spanischen Thron durch, während die Habsburger als Entschädigung die ehemaligen spanischen Besitzungen in den Spanischen Niederlanden (heutiges Belgien) sowie große Teile Italiens (u. a. Neapel, Mailand und Sardinien) erhielten.

### Bourbonenzeit (18. Jahrhundert)
Mit Philipp V. bestieg 1700 der erste Bourbonenkönig den spanischen Thron, was eine Neuordnung der Beziehungen mit Österreich zur Folge hatte. Spanien und Österreich standen sich im 18. Jahrhundert teils feindlich gegenüber, insbesondere in Konflikten um die Vorherrschaft in Italien. So kämpfte Spanien in den Jahren nach 1714 wiederholt gegen Österreich, um verlorene Gebiete zurückzugewinnen. Im Polnischen Thronfolgekrieg (1733–1738) errang Spanien die Königreiche Neapel und Sizilien zurück, welche zuvor an Österreich gefallen waren. Auch im Österreichischen Erbfolgekrieg (1740–1748) standen beide Staaten auf gegnerischen Seiten; Spanien unterstützte Frankreich und Preußen gegen die habsburgische Erzherzogin Maria Theresia. Allerdings kam es später zu wechselnden Allianzen: In den 1750er Jahren verbündete sich Österreich mit dem Bourbonenhof in Versailles (Diplomatische Revolution), und im Siebenjährigen Krieg (1756–1763) war Spanien zeitweise mit Frankreich und Österreich alliiert. Trotz dieser Konflikte bestanden dynastische Verbindungen fort. So war beispielsweise Maria Ludovica von Spanien (eine spanische Bourbonenprinzessin) mit einem Habsburger (Leopold II.) verheiratet. Gegen Ende des 18. Jahrhunderts rückten Spanien und Österreich angesichts der Revolutionskriege in Frankreich näher zusammen: Beide Monarchien gehörten der Ersten Koalition gegen das revolutionäre Frankreich an. Im Frieden von Basel 1795 schied Spanien jedoch aus der Koalition aus, während Österreich weiter gegen Napoleon kämpfte.

### 19. Jahrhundert
Nach den Napoleonischen Kriegen normalisierten sich die Beziehungen im Rahmen des europäischen Staatensystems der Restauration. Auf dem Wiener Kongress 1815 kehrte Ferdinand VII. als absolutistischer Monarch auf den spanischen Thron zurück. Die konservative Regierung Österreichs unter Fürst von Metternich unterstützte die Wiederherstellung der alten Ordnung in Spanien: 1823 mandatierte die Heilige Allianz (angeführt von Österreich, Russland und Preußen) Frankreich, die in Spanien ausgebrochene liberale Revolution militärisch niederzuschlagen und König Ferdinand VII. wieder uneingeschränkte Herrschaft zu sichern. In der Folgezeit bestanden zwar diplomatische Beziehungen, doch spielte Spanien im Konzert der Großmächte des 19. Jahrhunderts eine nachgeordnete Rolle. Eine positive Entwicklung für die bilateralen Beziehungen ergab sich 1879, als der spanische König Alfons XII. die österreichische Erzherzogin Maria Christina heiratete. Maria Christina wurde nach Alfons’ frühem Tod 1885 Regentin von Spanien und übte dieses Amt bis 1902 aus.  Durch diese dynastische Verbindung gewann Österreich erneut Einfluss am spanischen Hof, und die persönlichen Bande stärkten das gegenseitige Verständnis. Ende des 19. Jahrhunderts orientierten sich beide Länder zwar unterschiedlich (Österreich-Ungarn wurde Teil des Dreibunds, Spanien hielt sich nach 1898 weitgehend aus Bündnissen heraus), doch es bestanden keine Konflikte zwischen Madrid und Wien.

### Erste Hälfte der 20. Jahrhunderts
Spanien blieb im Ersten Weltkrieg neutral, während Österreich-Ungarn an der Seite Deutschlands kämpfte; offizielle Beziehungen ruhten nach 1914 vorübergehend, wurden aber nach dem Krieg und dem Zerfall der Habsburgermonarchie mit der jungen Republik Österreich wieder aufgenommen. Während des Spanischen Bürgerkriegs (1936–1939) kämpften 1400 Österreicher auf der Seite der Republikaner in der Internationalen Brigaden. Konservative und Austrofaschisten unterstützen dagegen General Francisco Franco, für dessen Truppen knapp 140 Österreicher kämpften. Kurz vor dem Ende des Bürgerkriegs wurden die Beziehungen zwischen Madrid und Wien durch den Anschluss Österreichs an NS-Deutschland unterbrochen. Während des Zweiten Weltkriegs neigte Spanien den Achsenmächten zu, blieb jedoch neutral. Während des Zweiten Weltkriegs wurden viele Spanier, die während des Spanischen Bürgerkriegs auf der Seite der Republikaner gekämpft hatten, im Konzentrationslager Mauthausen und dessen Nebenlagern im von Deutschland annektierten Österreich inhaftiert. Obwohl Spanien im Krieg neutral blieb, entsendete Franco die Blaue Division in den Deutsch-Sowjetischen Krieg, wo spanische Freiwillige zusammen mit österreichischen Soldaten u. a. in der Leningrader Blockade kämpften.

### Beziehungen nach 1945
Nach dem Zweiten Weltkrieg verliefen die Beziehungen zwischen Spanien und dem 1945 wiedererrichteten Österreich zunächst zurückhaltend. Spanien blieb unter General Franco international isoliert und trat erst 1955 den Vereinten Nationen bei – demselben Jahr, in dem Österreich seine volle Souveränität nach dem Staatsvertrag erlangte. 1955 nahmen Spanien und Österreich offiziell diplomatische Beziehungen auf, wodurch die jahrzehntelange Funkstille nach dem Bürgerkrieg und Weltkrieg endete. Trotz unterschiedlicher politischer Systeme (Spanien war bis 1975 eine autoritäre Diktatur, Österreich eine parlamentarische Demokratie) entwickelten sich bereits in den 1950er und 1960er Jahren eine pragmatische Zusammenarbeit. So etablierten sich die österreichische Nachkriegsregierung gegenüber Franco-Spanien freundschaftliche Kontakte, welche den Antikommunismus als gemeinsame Grundlage hatte. Während der letzten Franco-Jahre verhielt sich Österreich unter Bundeskanzler Bruno Kreisky in der Öffentlichkeit zurückhaltend-kritisch gegenüber dem Regime und unterstützte 1975 zusammen mit EG-Partnern internationale Proteste gegen die letzten francoistischen Hinrichtungen. Nach dem Tod Francos 1975 und Spaniens Übergang zur Demokratie verbesserten sich die Beziehungen schlagartig. 1977 erkannte Österreich die neue demokratische Regierung Spaniens an, und König Juan Carlos I. besuchte 1978 Wien auf einem Staatsbesuch, um die Freundschaft zu bekräftigen.  In den folgenden Jahrzehnten intensivierten sich die Kontakte vor allem im multilateralen Rahmen. Spanien trat 1986 der Europäischen Gemeinschaft bei, Österreich folgte 1995 – seither sind beide Staaten Partner innerhalb der EU.

## Wirtschaftsbeziehungen
Spanien und Österreich unterhalten dynamische Wirtschaftsbeziehungen, die sich seit den 1990er Jahren deutlich vertieft haben. Das Handelsvolumen hat in den letzten Jahren Höchststände erreicht: 2023 überschritt der bilaterale Warenaustausch die Marke von 6 Milliarden Euro. Österreich exportierte Waren im Wert von rund 3,34 Mrd. € nach Spanien, während spanische Exporte nach Österreich bei etwa 3,23 Mrd. € lagen. Spanien rangierte 2023 auf Platz 16 der wichtigsten Exportmärkte Österreichs. Zu den Hauptexportgütern Österreichs nach Spanien zählen Maschinen, Kfz und Fahrzeugteile, elektronische Geräte, Kunststoffe sowie pharmazeutische Erzeugnisse. Umgekehrt liefert Spanien nach Österreich vor allem Fahrzeuge (Autos und Traktoren), landwirtschaftliche Erzeugnisse (insbesondere Obst und Gemüse) sowie Bekleidung und Textilien. Neben dem Warenhandel spielen Dienstleistungen und Investitionen eine wichtige Rolle. Der Tourismussektor ist ein bedeutender Faktor: Spanien zählt mit rund 600.000 Besuchern pro Jahr zu den beliebtesten Reisezielen der Österreicher, nach Deutschland, Italien und Kroatien. Um 2024 betrug der Bestand österreichischer Direktinvestitionen in Spanien knapp 3 Milliarden Euro, während spanische Firmen rund 2,1 Mrd. € in Österreich investiert hatten. In Spanien sind über 250 Niederlassungen österreichischer Unternehmen aktiv, viele davon in den Regionen Madrid, Katalonien und dem Baskenland. Österreichische Firmen nutzen Spanien dabei auch als Plattform für den lateinamerikanischen Markt.

## Kulturbeziehungen
Die kulturellen Beziehungen zwischen Spanien und Österreich blicken auf eine lange Tradition zurück und werden von beiden Seiten aktiv gepflegt. Die gemeinsamen historischen Erfahrungen – insbesondere die Habsburgerzeit, in der Spaniens höfische Kultur auch in Wien präsent war – haben ein reiches Erbe hinterlassen. Bis heute zeugen Institutionen wie die Spanische Hofreitschule in Wien vom kulturellen Einfluss Spaniens in Österreich. Schon im 16. und 17. Jahrhundert wirkten spanische Künstler, Architekten und Ordensleute in habsburgischen Erblanden mit; umgekehrt waren Wiener Komponisten und Wissenschaftler am spanischen Hof tätig. Diese historischen Verflechtungen bilden den Hintergrund für die modernen Kulturbeziehungen. Heute ist Kultur ein wichtiger Pfeiler der bilateralen Kontakte. Beide Länder haben offizielle Kulturinstitute im jeweils anderen Staat eingerichtet: In Madrid besteht seit 1981 das Österreichische Kulturforum Madrid, das Ausstellungen, Konzerte, Filmreihen und Lesungen österreichischer Künstler in Spanien organisiert. Ebenso fördert das Kulturforum den wissenschaftlichen Austausch und Stipendienprogramme für Studierende. In Wien ist das spanische Instituto Cervantes aktiv, das Sprachkurse anbietet und spanische Kultur (Literatur, Film, Musik) in Österreich verbreitet. Darüber hinaus existiert in Wien seit 2001 eine Österreichisch-Spanische Gesellschaft, die zur Vertiefung der kulturellen Verständigung beiträgt. Offizielle Kulturabkommen untermauern die Zusammenarbeit: 2012 schlossen beide Regierungen ein bilaterales Abkommen im audiovisuellen Bereich, das den Austausch in Film, Fernsehen und neuen Medien erleichtert.

## Diplomatische Standorte
- Österreich hat eine Botschaft in Madrid.
- Spanien hat eine Botschaft in Wien.

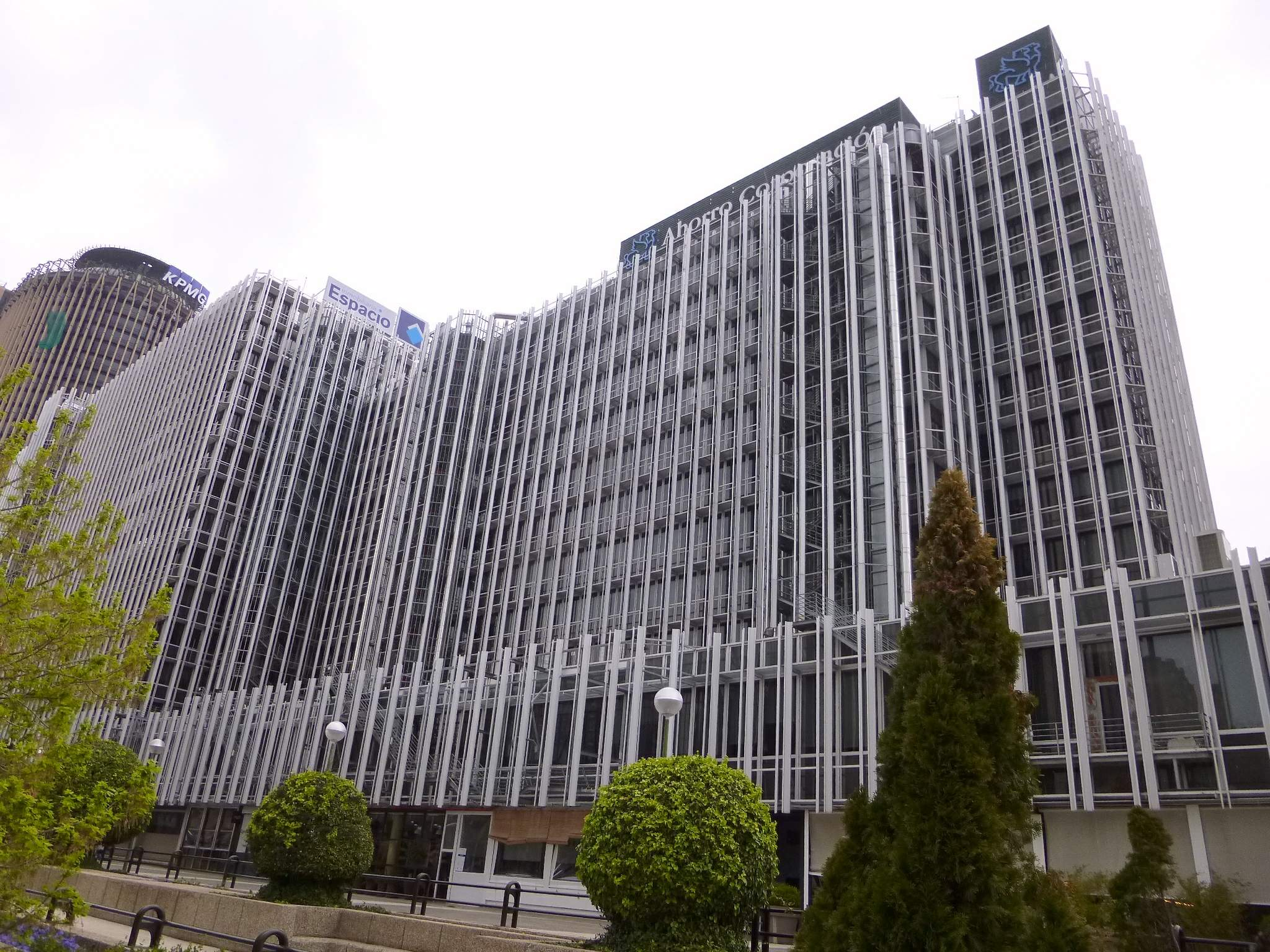
Gebäude, in dem die österreichische Botschaft in Madrid untergebracht ist.
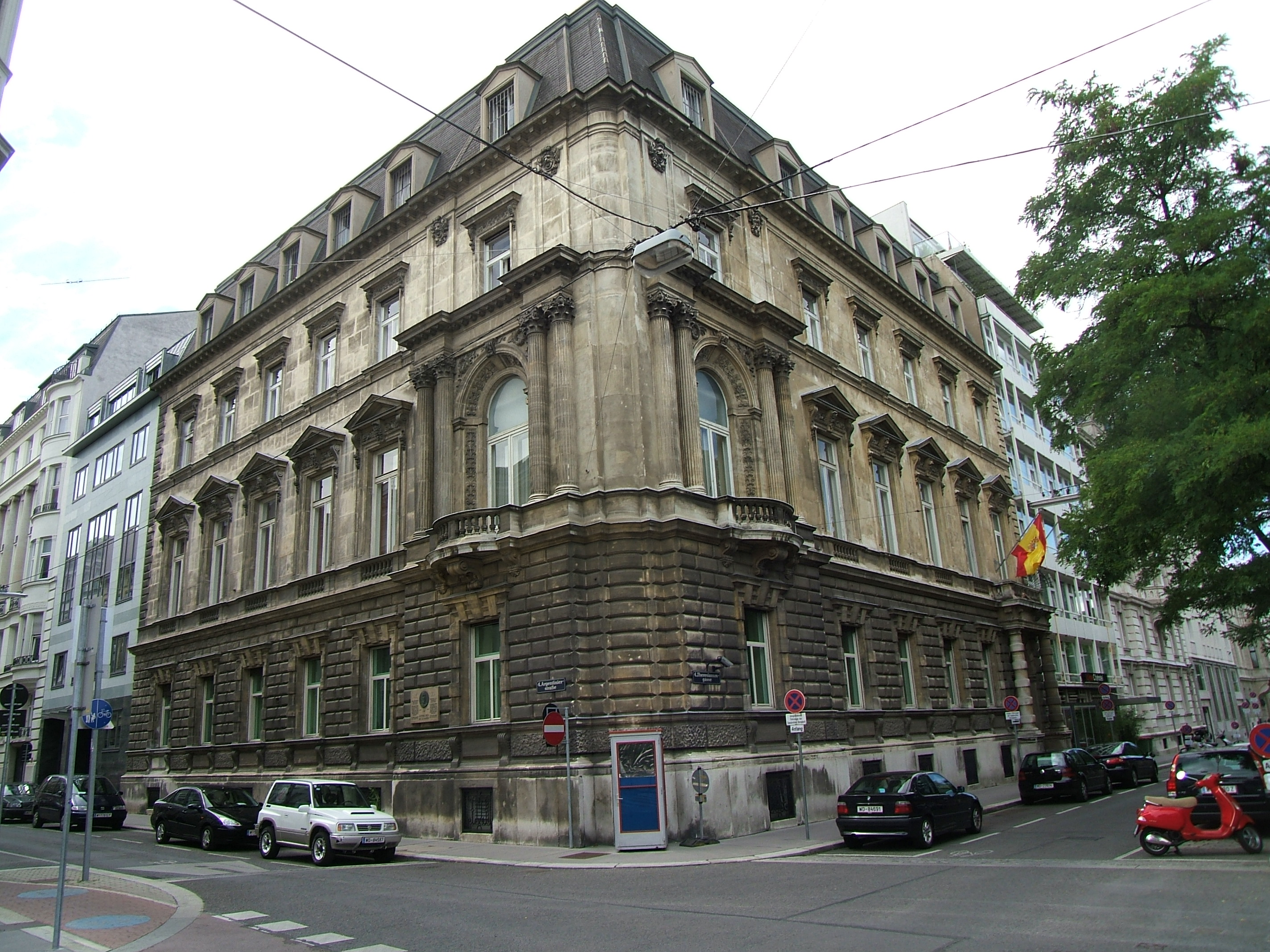
Spanische Botschaft in Wien